# Der Sternwanderer (Film)
Der Sternwanderer (Originaltitel: Stardust) ist ein Fantasyfilm von Regisseur Matthew Vaughn aus dem Jahr 2007 mit Claire Danes, Michelle Pfeiffer und Charlie Cox in den Hauptrollen. Der Film basiert auf dem Roman Sternwanderer des englischen Autors Neil Gaiman.

## Handlung
In der Mitte des 19. Jahrhunderts befindet sich in der Nähe des beschaulichen englischen Dörfchens Wall eine Steinmauer, die der Legende nach die Grenze zum magischen Königreich Stormhold ist. Eines Abends gelingt es dem jungen Dunstan Thorn, den Wächter am einzigen Durchlass der Mauer auszutricksen und die Grenze zu überqueren. In einem Dorf trifft er auf das Mädchen Una, das behauptet, es werde von einer Hexe als Sklavin gehalten, sei aber in Wirklichkeit eine Prinzessin. Una verführt Dunstan und er kehrt danach zurück nach Wall. Neun Monate später lässt Una ihm einen Korb zustellen mit einem Baby namens Tristan, seinem Sohn.
18 Jahre später ist Tristan ein junger Mann und weiß nichts von seiner Herkunft. Er ist unsterblich in Victoria verliebt, die jedoch mit Humphrey liiert ist und Tristan nicht ernst nimmt.
Gleichzeitig liegt jenseits der Mauer der König von Stormhold auf dem Sterbebett. Drei seiner ursprünglich sieben Söhne warten auf seine Entscheidung, wer ihm auf den Thron folgen soll, während die vier restlichen Söhne in der Vergangenheit von ihren Brüdern umgebracht wurden und nun das Geschehen als bleiche Geister beobachten. Der König wirft seine Halskette mit einem Rubin in die Luft und verkündet, dass derjenige der Brüder, der den Rubin findet, der neue König sein wird. Die Kette steigt in den Himmel und stößt dort mit einem Stern zusammen, worauf beide als Sternschnuppe auf die Erde fallen. Zur selben Zeit haben Tristan und Victoria in Wall ein nächtliches Picknick und sehen die Sternschnuppe. Victoria verspricht Tristan, ihn statt Humphrey zu heiraten, wenn er ihr innerhalb einer Woche den Stern bringt.
Durch Anzünden einer magischen Kerze, die seine Mutter ihm mitgegeben hat, gelangt Tristan in den Absturzkrater des Sterns. Der Stern hat die Gestalt einer jungen Frau angenommen, die sich Yvaine nennt und die Kette mit dem Rubin um den Hals trägt. Tristan und Yvaine machen sich auf den Weg nach Wall, nachdem Tristan versprochen hat, ihr danach den Rest der magischen Kerze zu geben, damit sie wieder in den Himmel zurückkehren kann. Inzwischen hat der jüngste Königssohn Septimus seinen Bruder Tertius vergiftet und macht sich ebenso wie sein Bruder Primus auf die Suche nach dem Rubin. Doch auch die uralten Hexenschwestern Lamia, Mormo und Empusa sind hinter Yvaine her, da das Verspeisen ihres Herzens ewige Jugend beschert.
Lamia erschafft einen Gasthof als Falle, in die auch Primus tappt und von Lamia getötet wird. Yvaine und Tristan können Lamia nur entkommen, indem sie den Rest der magischen Kerze zünden, die sie in den Himmel trägt. Hier geraten sie in die Gewalt von Piraten, die mit ihrem Luftschiff Blitze sammeln, um sie gewinnbringend zu verkaufen. Dem nach außen grausam wirkenden, insgeheim aber liebenswerten Captain Shakespeare gefallen die beiden. Vor seiner Mannschaft gibt er Tristan als seinen Neffen aus und lehrt ihn das Benehmen eines Gentleman und Fechten sowie Yvaine das Tanzen.
Nach einiger Zeit machen Yvaine und Tristan sich wieder auf den Weg nach Wall. Während Yvaine sich längst in Tristan verliebt hat, hängt dieser in Gedanken noch an Victoria. Unterwegs treffen sie auf die Hexe Straßengraben-Sal, die Una immer noch als verzauberten Vogel gefangen hält. Sal verzaubert Tristan in eine Haselmaus und fährt mit ihm in die Marktstadt, nicht ahnend, dass Yvaine im Wagen ist, die für Sal aufgrund eines Zaubers von Lamia nicht wahrnehmbar ist. Während der Fahrt gesteht Yvaine der „Haselmaus“ Tristan ihre Liebe. Nachdem Tristan zurückverwandelt und freigelassen wurde, erholen sie sich in einem Gasthaus und kommen sich dabei näher.
Später geht er alleine nach Wall, um Victoria von ihrem Heiratsversprechen zu lösen. Dort wird ihm aufgrund einer zu Sternenstaub zerfallenen Haarsträhne Yvaines klar, dass sie die Mauer nicht durchschreiten darf, und er rennt zurück. Yvaine, die ihm gefolgt ist, trifft am Mauerdurchlass auf Straßengraben-Sal und Lamia, die gegeneinander kämpfen, wobei Lamia die Oberhand behält. Sie entführt Yvaine und Una in ihr Hexenschloss, wo ihre Schwestern schon auf sie warten – verfolgt von Tristan, und auch Septimus ist noch auf ihrer Spur.
Im Hexenschloss erfährt Tristan von Una, dass sie seine Mutter und die Schwester der sieben Geisterprinzen ist. Es kommt zum Kampf gegen die drei Hexen, in dem Septimus eine der Schwestern tötet, dann jedoch von Lamia getötet wird und sich als siebter Geist zu seinen Brüdern gesellt. Tristan tötet die zweite Schwester, und als Yvaine schließlich durch die Liebe zu Tristan ihre Sternenstrahlkraft einsetzen kann, wird auch Lamia aufgelöst. Tristan erbt als letzter männlicher Nachkomme der Königsfamilie und als Finder des Königsrubins den Thron.
Fortan regieren Tristan und Yvaine Stormhold 80 Jahre lang. Dann zündet Tristan eine magische Kerze an und fährt mit Yvaine in den Himmel, wo beide als zwei Sterne ewig leben werden, da Tristan das Herz eines Sterns gewonnen hat.

## Hintergrund
Der Film ist zwar eine Romanverfilmung, unterscheidet sich jedoch teils deutlich von der Vorlage.
Eigentlich waren in den Jahren 1998 und 1999 die Rechte an einer Verfilmung von Sternwanderer an Miramax Films zugesichert worden, doch nach einer laut Autor Neil Gaiman „unbefriedigenden Zeit der Entstehung“ gab dieser die Rechte nicht frei. Aufgrund seiner Freundschaft mit Matthew Vaughn überließ er diesem letztlich die Aufgabe der Inszenierung.
Gedreht wurde von April bis Juli 2006 in England (Buckinghamshire, Hertfordshire, Norfolk, Oxfordshire, Yorkshire, Wiltshire), Schottland (Isle of Skye, Argyll and Bute), Wales (Carmarthenshire) sowie Island (Hafnarfjörður).
Als Filmkomponist für Der Sternwanderer arbeitete Ilan Eshkeri, der epische Instrumentalmusik schrieb. Er verwendete u. a. die Passage Der Höllen-Cancan bzw. galop infernal aus Jacques Offenbachs Operette Orpheus in der Unterwelt. Am 11. September 2007 wurde die Filmmusik als CD veröffentlicht.
Take That komponierten und sangen das Lied Rule the World mit Gary Barlow als Hauptsänger ein; es dient zur Untermalung des Abspanns, ist jedoch nicht auf dem Soundtrack zum Film enthalten. Als Single wurde Rule the World am 22. Oktober 2007 im Vereinigten Königreich sowie am 29. Oktober 2007 in den Vereinigten Staaten veröffentlicht. Das im Vorfeld hoch gehandelte Lied galt als Favorit für einen Oscar 2008, wurde dann jedoch nicht einmal nominiert. Auch bei den Golden Globe Awards 2008 ging das Lied leer aus.
In den Trailern zum Film ist Dimmu Borgirs Lied Eradication Instincts Defined zu hören.
Der Film kam am 10. August 2007 in den Vereinigten Staaten in die Kinos, der deutsche Kinostart erfolgte am 18. Oktober 2007.

## Besetzung und Synchronisation
| Rolle                               | Schauspieler      | Deutscher Sprecher |
| ----------------------------------- | ----------------- | ------------------ |
| Yvaine, der gefallene Stern         | Claire Danes      | Nana Spier         |
| Tristan Thorne, der „Sternwanderer“ | Charlie Cox       | Norman Matt        |
| Dunstan Thorne, Tristans Vater      | Nathaniel Parker  | Hans-Jürgen Wolf   |
| der junge Dunstan Thorne            | Ben Barnes        | Ozan Ünal          |
| Victoria, die Angebetete            | Sienna Miller     | Maria Koschny      |
| Humphrey, Victorias Verlobter       | Henry Cavill      | Nicolas Böll       |
| Lamia, die erste Hexenschwester     | Michelle Pfeiffer | Katja Nottke       |
| Mormo, die zweite Hexenschwester    | Joanna Scanlan    | Astrid Bless       |
| Empusa, die dritte Hexenschwester   | Sarah Alexander   | Liane Rudolph      |
| Straßengraben-Sal, die Herrin       | Melanie Hill      | Marianne Groß      |
| Una, die Sklavin                    | Kate Magowan      | Gundi Eberhard     |
| der sterbende König von Stormhold   | Peter O’Toole     | Jürgen Thormann    |
| Primus, der erste Prinz             | Jason Flemyng     | Bernd Vollbrecht   |
| Secundus, der zweite Prinz          | Rupert Everett    | Tom Vogt           |
| Tertius, der dritte Prinz           | Mark Heap         | Stefan Gossler     |
| Quartus, der vierte Prinz           | Julian Rhind-Tutt | Stefan Fredrich    |
| Quintus, der fünfte Prinz           | Adam Buxton       | Uwe Büschken       |
| Sextus, der sechste Prinz           | David Walliams    | Uli Krohm          |
| Septimus, der siebte Prinz          | Mark Strong       | Erich Räuker       |
| Captain Shakespeare                 | Robert De Niro    | Christian Brückner |
| der dürre Pirat                     | Dexter Fletcher   | Andreas Fröhlich   |
| der Wächter an der Mauer            | David Kelly       | Hasso Zorn         |
| der Wahrsager                       | George Innes      | Michael Narloch    |
| der Rezeptionist                    | Geoff Bell        | Rainer Doering     |
| Ferdy, der Hehler                   | Ricky Gervais     | Lutz Schnell       |
| Bernard, der Ziegenhüter            | Jake Curran       | Julien Haggége     |
| Bernard als Frau                    | Olivia Grant      | ÷                  |
| Billy, die Ziege                    | Mark Williams     | ÷                  |
| die Sterne                          | —                 | Cathlen Gawlich    |
| der Erzähler                        | (Ian McKellen)    | Peter Fricke       |

## Finanzieller Erfolg
Bei einem Filmbudget von rund 70 Millionen US-Dollar (56,3 Millionen Euro; 67,7 Millionen Schweizer Franken) nahm Paramount Pictures mit Der Sternwanderer am Eröffnungswochenende (11.–12. August 2007) 9 Millionen US-Dollar (7,2 Millionen Euro; 8,7 Millionen Schweizer Franken) ein. Insgesamt spielte der Film in den USA 38,6 Millionen US-Dollar (31,1 Millionen Euro; 37,3 Millionen Schweizer Franken) bzw. auf internationaler Ebene 135,6 Mio. US-Dollar (109,1 Millionen Euro; 131,1 Millionen Schweizer Franken) ein.

## Kritiken
James Berardinelli schrieb in der Filmkritik auf seiner Internetseite reelviews.net, dass Der Sternwanderer nach den großen Reihen Der Herr der Ringe und Harry Potter eine „Rückbesinnung auf das ursprüngliche Genre des Fantasyfilms“ darstelle und sich auf eine „einfachere“ Geschichte stütze. Der Filmschnitt sorge dafür, dass der Film in seinem Handlungsfluss nie erlahme; die Charaktere seien gut besetzt. In einer Zeit der „überteuerten und zu hochgespielten Fortsetzungen“ sei der Film „frische und willkommene Unterhaltung“.
Roger Ebert ist der Meinung, dass Der Sternwanderer „viele gute Dinge“ enthalte, man ihn aber nur „stückweise genießen“ könne. Er möge den Film, auch wenn nicht alle Unstimmigkeiten darin gelöst würden und er insgesamt hinter anderen Fantasyklassikern wie beispielsweise Die Braut des Prinzen (1987) zurückbleibe.

„Mehr mit Witz und mit illustren Darstellern denn mit Effekten auftrumpfendes Fantasy-Märchen, das den zwischen Poesie und schwarzem Humor ozillierenden [sic] Tonfall der literarischen Vorlage geschickt umsetzt.“